# Canopus
För andra betydelser, se Canopus (olika betydelser).
Canopus eller Alfa Carinae (α Carinae förkortat Alfa Car, α Car), som är stjärnans Bayer-beteckning är en ensam stjärna i den nordvästra delen av stjärnbilden Kölen, vilken inte kan ses från de nordligaste delarna av jordklotet. Den har en skenbar magnitud på –0,74, är klart synlig för blotta ögat och den ljusaste stjärnan i stjärnbilden samt den näst starkast lysande stjärnan på natthimlen, efter Sirius. Baserat på parallaxmätning inom Hipparcosuppdraget på ca 10,6 mas, beräknas den befinna sig på ett avstånd på ca 310 ljusår (ca 95 parsek) från solen.

## Nomenklatur
Namnet Canopus är en latinisering av det från antiken grekiska namnet Κάνωβος / Kanôbos, noterat i Claudius Ptolemeios Almagest (cirka 150 e.Kr.). Eratosthenes använde samma stavning. Hipparchos skrev det som Κάνωπος. John Flamsteed skrev Canobus, liksom Edmond Halley i sitt 1679 Catalogus Stellarum Australium. Namnet har två gemensamma avledningar, båda listade i Richard Hinckley Allens i Star Names: Their Lore and Meaning och en som är mindre vanlig.
År 2016 anordnade International Astronomical Union en arbetsgrupp för stjärnnamn (WGSN) med uppgift att katalogisera och standardisera riktiga namn för enskilda stjärnor. WGSN fastställde namnet Canopus för Alfa Carinae i juli 2016 och det ingår nu i IAU:s Catalog of Star Names.

## Fysiska egenskaper

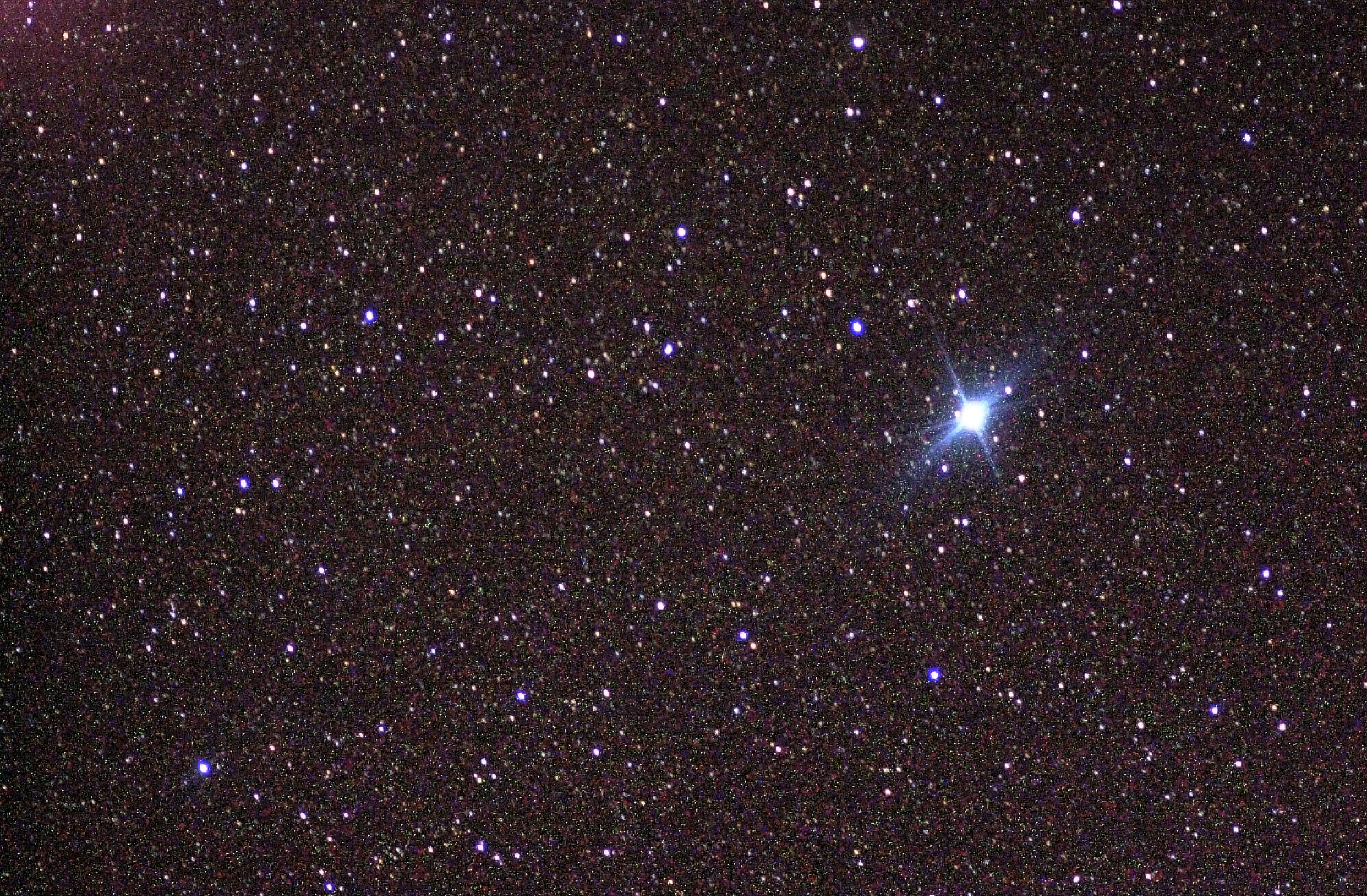
Foto av Canopus taget av Expedition 6 till ISS.

Caponus är en gul till vit ljusstark jättestjärna  av spektralklass A9 II .Den har en beräknad massa som är ca 8 gånger större än solens massa, en radie som är ca 71 gånger större än solens, vilket innebär att om Canopus placerades på solens plats skulle den nå nästan ut till Merkurius omloppsbana. Den utsänder från dess fotosfär ca 10 700 gånger mera energi än solen vid en effektiv temperatur av ca 7 000 K.
Canopus är en källa till röntgenstrålning, som förmodligen produceras av dess korona, magnetiskt uppvärmd till flera miljoner K. Temperaturen har sannolikt stimulerats genom snabb rotation kombinerat med stark konvektion som perkolerar genom stjärnans yttre lager.